# Obituário

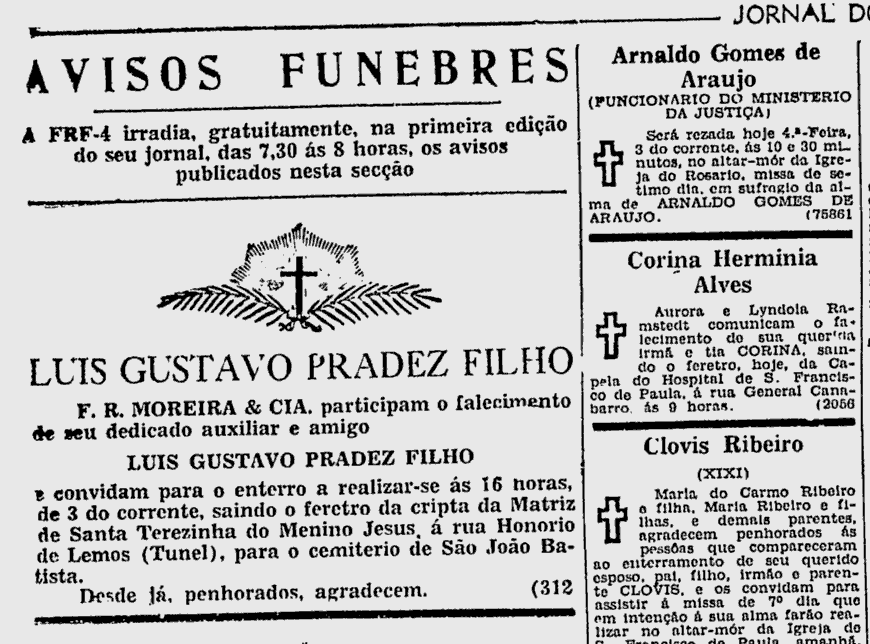
Detalhe da seção de obituários de uma edição do Jornal do Brasil de 1940

Um obituário é um registro necrológico veiculado nos meios de comunicação social. É um formato jornalístico do gênero utilitário, informando da morte de um indivíduo em particular. Em caso de pessoas famosas, normalmente traz um resumo de suas realizações em vida, com destaque para os episódios que as tornaram notáveis. Pode também ser um simples comunicado publicado em jornais, na forma de anúncio pago ou em seções de utilidades públicas.
O obituário é reconhecido como um dos mais nobres produtos do chamado jornalismo literário. Atualmente existem duas variantes sendo publicadas na imprensa brasileira: o formato jornalístico (que pode ser observado na Folha de S.Paulo) e a versão "tributo" escrita como forma de homenagem por familiares e amigos (que pode ser observado no Zero Hora).